# Luciene Cavalcante
Luciene Cavalcante da Silva (São Paulo, 21 de dezembro de 1979) é uma professora, advogada e política brasileira filiada ao Partido Socialismo e Liberdade (PSOL).

## Vida pessoal
Luciene é professora e supervisora escolar concursada da rede municipal de São Paulo. Nasceu em Pirituba, na Zona Oeste do município, bairro em que estudou e morou grande parte da vida. É formada em pedagogia na USP, tendo cursado mestrado em Educação na Unicamp. Além disso, é advogada, pesquisadora em direito educacional e conselheira do Sinpeem.
Iniciou a carreira no magistério em 2000, como professora de Educação Infantil da rede municipal. Ao longo de sua carreira como educadora, foi diretora de escola concursada por 10 anos e professora da rede estadual de SP.
Desde a juventude, participa ativamente de lutas e movimentos sociais em defesa dos direitos dos servidores públicos e profissionais da Educação. Em 2018, foi candidata ao cargo de primeira suplente pelo estado de São Paulo, na chapa de Daniel Cara, obtendo 440.118 votos (1,26%).

## Deputada Federal
Nas eleições estaduais de 2022 concorreu ao cargo de deputada federal  à uma cadeira na Câmara dos Deputados para a 57.ª legislatura (2023 — 2027) conseguindo 49.131 votos, ficando como suplente da Federação PSOL REDE, mas assumindo a cadeira após a indicação de Marina Silva (REDE) ao Ministério do Meio Ambiente. 

## Desempenho em eleições
| Ano  | Eleição               | Candidata a            | Partido | Coligação                               | Votos           | Resultado            |
| ---- | --------------------- | ---------------------- | ------- | --------------------------------------- | --------------- | -------------------- |
| 2018 | Estadual em São Paulo | 1ª Suplente de Senador | PSOL    | Sem medo de mudar São Paulo (PSOL, PCB) | 440.118 (1,26%) | Não eleita           |
| 2022 | Estadual em São Paulo | Deputada Federal       | PSOL    | (Federação PSOL REDE)                   | 49.131 (0,21%)  | Eleita (1ª suplente) |